# Peltacanthina stictica
Peltacanthina stictica är en tvåvingeart som först beskrevs av Fabricius 1805.  Peltacanthina stictica ingår i släktet Peltacanthina och familjen bredmunsflugor. Inga underarter finns listade i Catalogue of Life.